# Stanislas De Rijck
Stanislas De Rijck (Rupelmonde, 12 maart 1919 - Leuven, 20 september 1968) was een Belgisch volksvertegenwoordiger, senator en burgemeester.

## Levensloop
De Rijck werd propagandist bij de KAJ Leuven en bij het ACV.
In 1945 was hij medeoprichter van de CVP Heverlee en de CVP arrondissement Leuven.
Van 1946 tot 1961 was hij provincieraadslid voor de provincie Brabant. In 1946 werd hij verkozen tot gemeenteraadslid van Heverlee en in 1947 tot schepen van onderwijs. In 1965 werd hij tot burgemeester benoemd.
In 1959 werd hij voorzitter van de Bond voor CVP-provincie- en gemeenteraadsleden. 
In 1961 werd hij verkozen tot CVP-volksvertegenwoordiger voor het arrondissement Leuven en vervulde dit mandaat tot in 1965. Vervolgens was hij provinciaal senator en bleef het tot aan zijn vroegtijdige dood.